# 成玄英
成玄英（？—？），字子實，陝州（今河南省陝縣）人，唐代道士，後世學者稱之為「重玄派」道士。

## 生平
成玄英原隱居東海，631年應唐太宗之召，前往長安，636年參與佛、道辯論獲勝，唐太宗宣佈道教最尊，並下令重修老子廟。643年任西華觀住持。

## 著作
成玄英著有《南華真經注疏》，疏解《莊子》；《周易流演》，注解《易經》；《道德經開題序訣義疏》，注解《道德經》；又注解《靈寶度人經》。其著作是道教「重玄派」的代表作品。